# フリデリク2世 (レグニツァ公)
フリデリク2世（ポーランド語：Fryderyk II Legnicki, 1480年2月12日 - 1547年9月17日）は、レグニツァ公（在位：1488年 - 1547年、但し1505年までは兄弟と共同統治）、ブジェク公（在位：1521年 - 1547年）、グウォグフ公（在位：1540年 - 1544年）。歴代のレグニツァ公の中で最も有名な人物で、極めて優れた財政運用能力を駆使して自らの公国をオドラ川まで拡大することに成功し、レグニツァ＝ヴォウフ＝ブジェク公国を創設、「大レグニツァ（legnickiej Wielki）」の異名をとった。ホイヌフ＝オワヴァ＝レグニツァ＝ブジェク＝ルビン公フリデリク1世の次男、母はボヘミア王イジーの娘ルドミラ。

## 生涯
1488年、まだ幼い頃に父を亡くしたフリデリク2世は、兄ヤン2世、弟イェジ1世と共にレグニツァ、ホイヌフ、ルビンを相続し、同時に母ルドミラの摂政を受けた。ルドミラはまたブジェクとオワヴァを寡婦領として与えられていた。少年時代、年若い公爵は封建上の主君であるボヘミア王ヴラジスラフ・ヤゲロンスキー（ハンガリー王ウラースロー2世）のプラハ宮廷で育った。
1495年、兄のヤン2世が早世するに伴ってフリデリク2世はレグニツァ＝ブジェク公爵家の家長となったが、その後3年間母の摂政を受けており、正式に親政を開始したのは1498年になってからだった。さらに弟のイェジ1世が1505年に成人すると、兄弟は公国を分割することを決めた。フリデリク2世がレグニツァとその他の小規模な地域を保持し、イェジ1世はブジェクとルビンを与えられた（母ルドミラは1503年に死去）。1507年、フリデリク2世は聖地エルサレムへの巡礼に赴き、さらに1516年から1526年まで低地シロンスク総督を務めた。
1521年にイェジ1世が子供を残さずに死ぬと、フリデリク2世はブジェク公国を相続した（ルビンは弟の未亡人に寡婦領として与えた）。ブジェクに加えて1523年にはヴォウフを購入して財産を増やし、さらに自分の公国全域に経済的繁栄をもたらすことに成功した。同年、フリデリク2世はプロイセン地方の領有権問題に関して、ドイツ騎士団総長アルブレヒト・フォン・ブランデンブルク（後妻の弟）とポーランド王ジグムント1世（先妻の兄）との間の調停役を買って出た。ドイツ騎士団は1525年にアルブレヒトを公爵とする世俗公国（プロシア公領）となり、同時にポーランド王冠の属領となった。
フリデリク2世は治世中、自分が所有する諸都市の整備と美化に務め、舗装された街路を設置している。また自領の防衛力を高めることにも貢献、レグニツァに強固な守りが必要だと考えたフリデリク2世は沢山の礼拝堂や教会を解体し、それらを城壁と要塞に変えた。1521年までに郊外にあった15の教会と礼拝堂が全て取り壊されている。
1540年から1544年まで、フリデリク2世は宗主のボヘミア王フェルディナント1世からグウォグフ公国を与えられていた。また1542年には、母方の従兄であるミュンスターベルク＝オレシニツァ公カレル1世（de）の遺児達からミュンスターベルク公国を譲られた。但し、フリデリク2世が死ぬと、ミュンスターベルク公国はフェルディナント1世が接収した。

## 子女
1515年11月21日、ポーランド王カジミェシュ4世の末娘エルジュビェタと最初の結婚をしたが、エルジュビェタは最初の子供を出産した際に、子供と一緒に亡くなった。
- ヤドヴィガ（1517年2月2日）

1519年11月14日、ブランデンブルク＝アンスバッハ辺境伯フリードリヒ5世の娘ゾフィー（1485年 - 1537年）と再婚した。ゾフィーはフリデリクの最初の妻エルジュビェタの姪であった。公爵夫妻は3人の子供にめぐまれた。
- フリデリク3世（1520年2月22日 - 1570年12月15日） - レグニツァ公
- イェジ2世（1523年6月18日 - 1586年5月7日） - ブジェク公
- ゾフィア（1526年 - 1546年2月6日） - 1545年12月15日にブランデンブルク選帝侯ヨハン・ゲオルクと結婚